# Vera Bitanji
Vera Bitanji (Grudë e Re, 21 april 1969) is een voormalig atlete uit Albanië.
Op de Olympische Zomerspelen van Atlanta in 1996 nam Bitanji voor Albanië deel aan het onderdeel Hink-stap-springen. Met 12,82 meter kwam ze niet verder dan de kwalificatie.
- World Athletics: 14272925